# دوري تونغا لكرة القدم 2016
دوري تونغا لكرة القدم 2016 هو موسم من دوري تونغا لكرة القدم. فاز فيه Veitongo FC ‏.